# Sançac de Marmeissa
Sansac-de-Marmiesse és un municipi francès situat al departament de Cantal i a la regió d'Alvèrnia-Roine-Alps. L'any 2007 tenia 1.256 habitants.

## Demografia

### Població
El 2007 la població de fet de Sansac-de-Marmiesse era de 1.256 persones. Hi havia 480 famílies de les quals 72 eren unipersonals (24 homes vivint sols i 48 dones vivint soles), 198 parelles sense fills, 202 parelles amb fills i 8 famílies monoparentals amb fills.
La població ha evolucionat segons el següent gràfic:
Habitants censats

### Habitatges
El 2007 hi havia 539 habitatges, 484 eren l'habitatge principal de la família, 32 eren segones residències i 23 estaven desocupats. 513 eren cases i 24 eren apartaments. Dels 484 habitatges principals, 381 estaven ocupats pels seus propietaris, 97 estaven llogats i ocupats pels llogaters i 6 estaven cedits a títol gratuït; 1 tenia una cambra, 16 en tenien dues, 33 en tenien tres, 134 en tenien quatre i 299 en tenien cinc o més. 469 habitatges disposaven pel capbaix d'una plaça de pàrquing. A 158 habitatges hi havia un automòbil i a 293 n'hi havia dos o més.

### Piràmide de població
La piràmide de població per edats i sexe el 2009 era:
| Homes | Edats   | Dones |
| ----- | ------- | ----- |
| 0     | 95 o +  | 0     |
| 0     | 90 a 94 | 4     |
| 4     | 85 a 89 | 0     |
| 12    | 80 a 84 | 4     |
| 0     | 75 a 79 | 16    |
| 4     | 70 a 74 | 4     |
| 28    | 65 a 69 | 32    |
| 16    | 60 a 64 | 28    |
| 36    | 55 a 59 | 40    |
| 80    | 50 a 54 | 40    |
| 64    | 45 a 49 | 36    |
| 36    | 40 a 44 | 80    |
| 48    | 35 a 39 | 60    |
| 24    | 30 a 34 | 20    |
| 28    | 25 a 29 | 12    |
| 36    | 20 a 24 | 20    |
| 48    | 15 a 19 | 44    |
| 52    | 10 a 14 | 28    |
| 28    | 5 a 9   | 28    |
| 32    | 0 a 4   | 16    |

## Economia
El 2007 la població en edat de treballar era de 865 persones, 643 eren actives i 222 eren inactives. De les 643 persones actives 603 estaven ocupades (325 homes i 278 dones) i 40 estaven aturades (13 homes i 27 dones). De les 222 persones inactives 97 estaven jubilades, 59 estaven estudiant i 66 estaven classificades com a «altres inactius».

### Ingressos
El 2009 a Sansac-de-Marmiesse hi havia 499 unitats fiscals que integraven 1.293,5 persones, la mediana anual d'ingressos fiscals per persona era de 18.598 €.

### Activitats econòmiques
Dels 44 establiments que hi havia el 2007, 1 era d'una empresa alimentària, 4 d'empreses de fabricació d'altres productes industrials, 15 d'empreses de construcció, 5 d'empreses de comerç i reparació d'automòbils, 5 d'empreses de transport, 5 d'empreses d'hostatgeria i restauració, 2 d'empreses financeres, 1 d'una empresa de serveis, 4 d'entitats de l'administració pública i 2 d'empreses classificades com a «altres activitats de serveis».
Dels 18 establiments de servei als particulars que hi havia el 2009, 1 era una oficina de correu, 2 tallers de reparació d'automòbils i de material agrícola, 4 paletes, 2 guixaires pintors, 1 fusteria, 1 lampisteria, 2 electricistes, 1 empresa de construcció, 1 perruqueria i 3 restaurants.
Dels 2 establiments comercials que hi havia el 2009, 1 era una fleca i 1 una carnisseria.
L'any 2000 a Sansac-de-Marmiesse hi havia 11 explotacions agrícoles que ocupaven un total de 658 hectàrees.

## Equipaments sanitaris i escolars
L'únic equipament sanitari que hi havia el 2009 era una farmàcia.
El 2009 hi havia una escola elemental.

## Poblacions més properes
El següent diagrama mostra les poblacions més properes.